# Duro Felguera

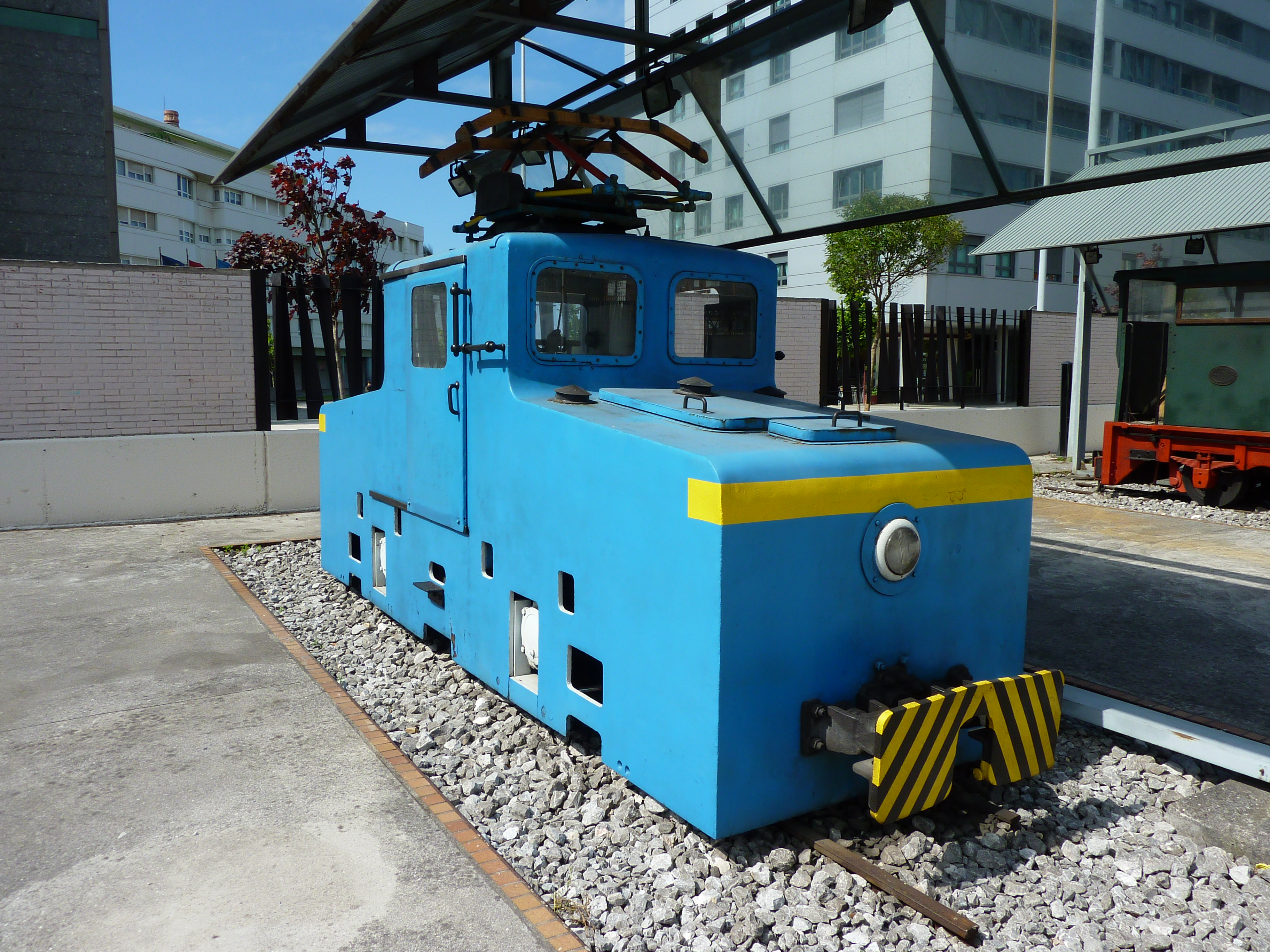
Bergbaulokomotive von der Sociedad Metalúrgica Duro-Felguera (1960)

Duro Felguera (DF) ist ein spanisches Anlagenbauunternehmen mit Sitz in Gijón in Asturien. Es geht zurück auf die „Fábrica de La Felguera“ aus dem Jahr 1858. Früher wurden auch Schiffe und Bergbaulokomotiven gebaut.
Duro Felguera ist heute vorwiegend ein Generalunternehmer (EPC), andererseits auch ein produzierendes Unternehmen. Die Tochter DF Energy baut Kraftwerke in Südamerika, Europa und Afrika. DF Mining & Handling baut weltweit Erzverarbeitungs- und Verladeanlagen für den Bergbau. Die Joint Venture Felguera IHI mit der IHI Corporation konstruiert Flüssiggastanks.
DF Calderería Pesada liefert Druckbehälter an die Öl- und Gasbranche. DF Núcleo produziert Kommunikationsanlagen für Flughafentower und militärische Anwendungen. Außerdem werden automatische Lagersysteme hergestellt. TEDESA stellte bis 2017 Stahlstrukturen für den Tunnelbau her.
2018 wurde die Mehrheit an Duro Felguera Rail an Talleres Alegría verkauft. DF Rail ging aus Felguera Melt hervor und heißt heute Mieres Rail.